# منطقه گوانگشین
شهرستان شانگراو (به لاتین: Shangrao County) یک شهرستان‌های جمهوری خلق چین در چین است که در شانگراو واقع شده‌است.